# Quercus oviedoensis
Quercus oviedoensis är en bokväxtart som beskrevs av Charles Sprague Sargent. Quercus oviedoensis ingår i släktet ekar, och familjen bokväxter.
Artens utbredningsområde är Florida. Inga underarter finns listade.